# 簡陽紅白塔
簡陽紅白塔位於四川省成都市簡陽市金馬鎮紅壩村，建於明代，坐西南向東北。磚石結構，十三級密簷式方形塔，通高15米，塔基高2.2米，邊長3.7米。塔體實心呈方形，層層上收，各層均開窗，東面第三層有塑像一尊，第十層四面均有塑頭像一尊，塔體為石質，用磚砌簷，雄偉壯觀，保存完好。1989年，簡陽紅白塔被簡陽市人民政府公佈為市級文物保護單位。2012年7月16日公佈為第八批四川省文物保護單位。